# William Henry Hunt (Politiker)

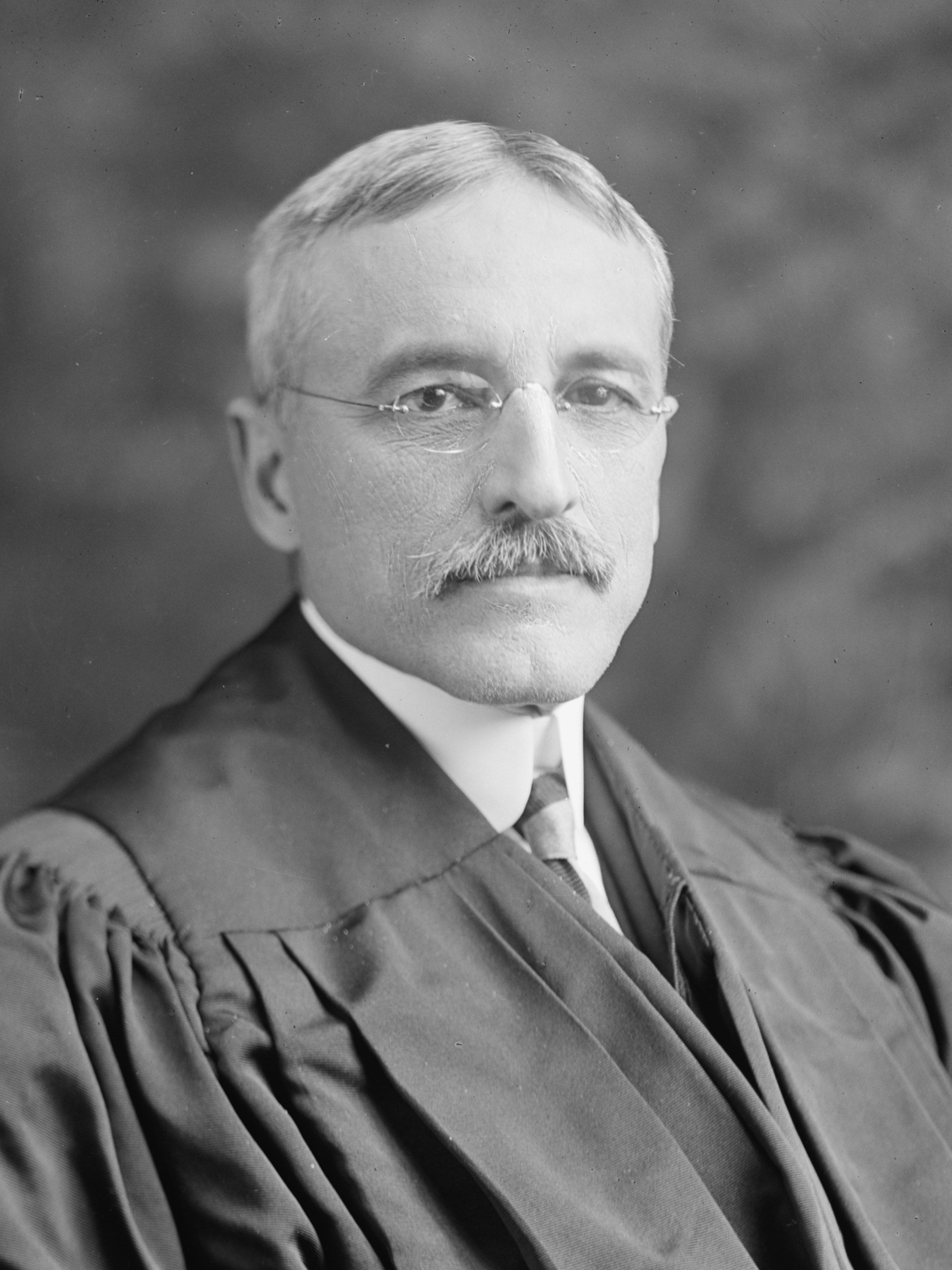
William Henry Hunt

William Henry Hunt (* 5. November 1857 in New Orleans, Louisiana; † 4. Februar 1949 in Charlottesville, Virginia) war ein US-amerikanischer Jurist und Politiker. Von 1901 bis 1904 fungierte er als Gouverneur von Puerto Rico; anschließend wurde er Bundesrichter.

## Werdegang
Nach einem Jurastudium und seiner Zulassung als Rechtsanwalt praktizierte William Hunt zwischen 1880 und 1887 in Fort Benton im damaligen Montana-Territorium als Rechtsanwalt. Von 1881 bis 1885 war er dort und im Idaho-Territorium auch Steuereinnehmer. Im Jahr 1884 nahm er als Delegierter an der verfassungsgebenden Versammlung des zukünftigen Bundesstaates Montana teil. Von 1885 bis 1887 amtierte er als Attorney General im Montana-Territorium. Nach dem Beitritt Montanas zur Union war er im Jahr 1889 Abgeordneter im dortigen Repräsentantenhaus. Danach fungierte er zwischen 1889 und 1894 Richter im ersten Gerichtsbezirk dieses Staates; von 1894 bis 1900 war er Richter am Montana Supreme Court.
Im Jahr 1900 wurde Hunt von Präsident William McKinley zum geschäftsführenden Beamten der Territorialregierung von Puerto Rico ernannt. Dieses Amt bekleidete er bis zum 15. September 1901. An diesem Tag trat er als Nachfolger von Charles Herbert Allen das Amt des Gouverneurs von Puerto Rico an, das er bis zum 4. Juli 1904 ausübte. Während dieser Zeit bestimmte Hunt Weihnachten und Thanksgiving als gesetzliche Feiertage in seinem Territorium.
Am 14. April 1904 nominierte Präsident Theodore Roosevelt ihn als Nachfolger von Hiram Knowles für einen Sitz am Bundesbezirksgericht für den Distrikt von Montana. Fünf Tage später wurde er vom US-Senat bestätigt, woraufhin er dieses Amt bis zum 30. März 1910 ausübte. An diesem Tag übernahm er den Posten eines Richters am Bundeszollgericht. Dort verblieb er lediglich bis zum 31. Januar 1911, nachdem ihn Präsident William Howard Taft zum Richter am Bundesberufungsgericht für den neunten Gerichtskreis ernannt hatte. Am 31. Januar 1928 wechselte er in den Senior-Status, ehe er am 30. November 1928 komplett aus den Bundesdiensten ausschied. Zwischen 1928 und 1942 praktizierte er dann noch als privater Rechtsanwalt in San Francisco. Er starb am 4. Februar 1949 in Charlottesville.